# Kitab al-Baitara
Kitab al-Baitara (Arte veterinaria applicata ai cavalli) è un manoscritto miniato di origine araba.
Il testo, un trattato di veterinaria originariamente redatto da Ahmad ibn al-Husain ibn al-Ahnaf, fu copiato nel 1210 a Baghdad da altri miniaturisti. Una di queste copie è conservata al Topkapi Sarayi Müzesi di Istanbul, mentre altre due copie sono custodite nella Biblioteca Nazionale del Cairo e nella Biblioteca Sülemayniye di Istanbul.
Le copie ritrovate sono state ricondotte allo stesso modello per la grande somiglianza stilistica, il quale purtroppo sembra andato perduto. Gli studiosi hanno ipotizzato che il contenuto di questo trattato risalisse ad alcuni testi miniati di età classica, chiamati hippiatrica, derivati a loro volta dal contesto culturale bizantino. Le miniature in cui sono rappresentate figure umane e numeri equestri, infatti, riprendono proprio i modelli greci e bizantini, troppo vicini stilisticamente perché non venga considerata la loro connessione. Lo conferma la particolare sensibilità per le rappresentazioni della natura e la puntuale e convincente anatomia dei corpi.
Il testo e le miniature contenute nei fogli del manoscritto non si soffermano esclusivamente sulla descrizione di malattie e ferite dei cavalli o sui conosciuti metodi curativi, bensì dedicano molto spazio anche alle pratiche di addestramento militare della cavalleria. L'arte equestre, d'altronde, era molto apprezzata nel mondo arabo, e gran parte dei successi militari delle armate musulmane erano dovuti proprio alla destrezza delle truppe a cavallo.
In alcune miniature si può osservare un'ardita sperimentazione dello spazio e della prospettiva (per esempio due cavalieri al galoppo sui cavalli che avanzano affiancati) in cui i miniatori danno prova di grande precisione. La calligrafia araba, inoltre, ben si sposa con alcune scelte stilistiche adottate nelle rappresentazioni.